# Calloserica indrai
Calloserica indrai är en skalbaggsart som beskrevs av Ahrens 2004. Calloserica indrai ingår i släktet Calloserica och familjen Melolonthidae. Inga underarter finns listade.